# Adela Crooke
Adelaida «Adela» Crooke y Guzmán (Madrid, 20 de noviembre de 1863- París, 17 de enero de 1918) fue una coleccionista de arte y mecenas española. Ostentó el título nobiliario de condesa de Valencia de Don Juan.

## Biografía
Pintora, acuarelista, ilustradora (fue discípula de Alfredo Perea) y fotógrafa, contrajo matrimonio el 1 de mayo de 1888 con Guillermo de Osma y Scull. Heredera del título de condesa de Valencia de Don Juan tras la muerte de su padre Juan Crooke y Navarrot en 1904, en 1916 impulsó junto a su marido la fundación del Instituto Valencia de Don Juan, uniendo las abultadas colecciones de arte de ambos, en el madrileño palacete de calle Fortuny, número 43, de estilo neomudéjar, obra del arquitecto Enrique Fort. 
Participó socialmente en temas culturales y políticos, además de didicarse a la acuarela y el estudio de piezas de orfebrería. Realizó iinvestigación histórica,  especialmente en temas de su linaje. Para el Instituto de Valencia de Don Juan aportó un magnífico archivo, procedente de las casas de Oñate, Montealegre y Villaumbrosa, y gran parte del archivo de la cancillería de Antonio Pérez y Mateo Vázquez, secretarios de Felipe II, procedente del de la Casa de Altamira. Procedente de su relación de amistad con la emperatriz Eugenia, el Instituto cuenta con extraordinarios ejemplares bibliográficos, como el Libro de la Orden del Toisón de Oro, de Simón Bening de Gante.
Descansa en París,  en el cementerio de Saint Germain en Laye.

## Premio
- Medalla del Reconocimiento Francés[6]